# VKORC1
VKORC1 (англ. Vitamin K epoxide reductase complex subunit 1) – білок, який кодується однойменним геном, розташованим у людей на короткому плечі 16-ї хромосоми в позиції 11.2. Невеликий трансмембранний білок ЕПР, котрий відіграє важливу роль у метаболізмі вітаміну К та є фармакологічною мішенню варфарину. мРНК VKORC1 експресується в багатьох тканинах людського організму.
| 10         |  | 20         |  | 30         |  | 40         |  | 50         |
| ---------- |  | ---------- |  | ---------- |  | ---------- |  | ---------- |
| MGSTWGSPGW |  | VRLALCLTGL |  | VLSLYALHVK |  | AARARDRDYR |  | ALCDVGTAIS |
| CSRVFSSRWG |  | RGFGLVEHVL |  | GQDSILNQSN |  | SIFGCIFYTL |  | QLLLGCLRTR |
| WASVLMLLSS |  | LVSLAGSVYL |  | AWILFFVLYD |  | FCIVCITTYA |  | INVSLMWLSF |
| RKVQEPQGKA |  | KRH        |  |            |  |            |  |            |

A: Аланін

C: Цистеїн

D: Аспарагінова кислота

E: Глутамінова кислота

F: Фенілаланін

G: Гліцин

H: Гістидин

I: Ізолейцин

K: Лізин

L: Лейцин

M: Метіонін

N: Аспарагін

P: Пролін

Q: Глутамін

R: Аргінін

S: Серин

T: Треонін

V: Валін

W: Триптофан

Кодований геном білок за функцією належить до оксидоредуктаз. 
Задіяний у такому біологічному процесі, як альтернативний сплайсинг. 
Локалізований у мембрані, ендоплазматичному ретикулумі.

## Функції гену
Активність кодованого ферментного комплексу вперше була описана ще в 1970-х роках, але сам ген клонований тільки у 2004 році, двома різними групами науковців. Ген VKORC1 кодує епоксидредуктазний комплекс вітаміну К — фермент, що каталізує реакцію відновлення 2,3-епоксид вітаміну К (неактивної форми) до  вітамін К гідрохінон (активний стан) необхідного для реакції γ-глутамілкарбоксилювання. Доступність відновленого вітаміну К має важливе значення для кількох К-вітамін-залежних факторів згортання крові, де він слугує в якості кофактора, (фактор VII, фактор IX і фактор X).
Дефіцит вітаміну К може призводити до небезпечних для життя кровотеч, особливо під час прийому антикоагулянтів кумаринового ряду, наприклад варфарину. Він є блокатором епоксидредуктази вітаміну К, тим самим впливаючи на синтез факторів згортання. Це призводить до уповільнення процесів коагуляції крові. Певні поліморфізми гену VKORC1 асоціюються з дефіцитом ферменту, що може призвести до неадекватної відповіді на терапію із застосуванням варфарину.

### Структура гену
Генетична інформація гену VKORC1 закодована у 5126 пар основ, ген містить 4 екзони та охоплює приблизно 5 КБ. Довжина кодованого білка складає 163 амінокислот з відносною молекулярною масою близько 18 Кда. 

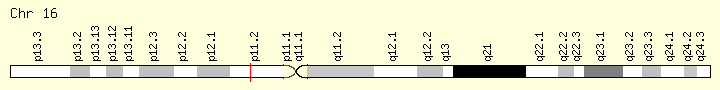
Локалізація гену VKORC1 на 16 хромосомі

## Фармакогенетика
Варіації гену VKORC1 представляють терапевтичний інтерес, як з точки зору його ролі у сприянні високої варіабельності вимог дозування антикоагулянтів кумаринового ряду, і як потенційного учасника при розладах спричинених дефіцитом вітаміну K.

### Варфарин
Варфарин — це пероральний антикоагулянт, який використовується для профілактики тромбоемболічних захворювань у пацієнтів з тромбозом глибоких вен, миготливою аритмією,  інсультом або протезом клапана серця. Варфарин, як і інші препарати кумаринового типу  з аналогічним механізмом дії, є інгібітором VKORC1, що призводить до зменшення кількості вітаміну К, доступного в якості кофактора для білків згортання крові.
Основною метою терапії варфарином - підтримка стабільного МНО (в діапазоні 2,0-3,0).
Комерційний варфарин вводять як рацемічну суміш його енантіомерів R і S. Більш потужний S-варфарин метаболізується головним чином CYP2C9 і виділяється з жовчю, тоді як енантіомер R-варфарин метаболізується іншими членами родини цитохрому P450 і виділяється з сечею.  Попри ефективність, дозування варфарину є складним завданням через його вузьку терапевтичну дію та високий ступінь індивідуальної варіабельності реакції організму на дозування препарату (від 0,6 до 15,5 мг / день). Неправильне дозування варфарину пов'язане зі значним ризиком крововиливу.
Ген VKORC1 вважається геном-кандидатом в якості фармакологічної мішені для варфарину.

### Резистентність до варфарину
Високий ступінь індивідуальної варіабельності відповіді на варфарин привела до багатьох досліджень, в яких робилися спроби пояснити фактори, що впливають на реакцію до варфарину. До клонування гену VKORC1 було відомо, що певні генотипи CYP2C9 впливають на метаболізм варфарину та подальшу  відповідь організму. Генотип гену CYP2C9, серед пацієнтів що застосували антикоагулянти, пояснив ~ 10% варіабельностей терапевтичної дози варфарину.  Однак, більш пізні дослідження послідовно показали, що генотип гену VKORC1, є найбільшим предиктором дози варфарину. Варфарин є антикоагулянтом, він розріджує кров і запобігає утворенню тромбів. Препарат діє шляхом зв'язуванням із ферментом VKORC1 і тим самим блокує (інгібує) активацію білків згортання крові. [Архівовано 25 березня 2020 у Wayback Machine.] Численні поліморфізми в гені VKORC1 були пов'язані зі стійкістю до варфарину, стану, при якому індивідам потрібні більші дози препарату.
Найбільш поширений поліморфізм гену VKORC1, що призводить до варфаринової резистентності — це заміна  аспарагінової кислоти на амінокислоту тирозин в положенні 36 (Asp36Tyr або D36Y). Цей поліморфізм призводить до утворення ферменту VKORC1 із низькою здатністю зв'язуватися з варфарином. В результаті, для пригнічення ферменту VKORC1 і зупинки процесу згортання крові необхідна більша доза варфарину. Якщо люди з резистентністю до варфарину приймають середню дозу препарату (або менше), вони знаходяться в групі ризику утворення тромбів.
В цілому, поліморфізми гену VKORC1 складають ~ 25% випадків варіацій реакції на різні дози варфарину.

## Поліморфізми генуVKORC1

### rs9923231[Архівовано8 вересня 2019 уWayback Machine.]
G3673A, або -1639 G> A являє собою поліморфізм в області промотора VKORC1, носії котрого реагують на нижчу дозу варфарину, ніж носії алельного варіанту G. Клінічні дослідження показали, що носіям алельного варіанту А потрібно зменшити терапевтичну дозу варфарину на 28%. На даний генотип припадає 5-30% варіабельності реакції на варфарин.
Даний поліморфізм має виражені відмінності в частоті зустрічаємості серед різних етнічних груп; в азійських груп населення він складає понад 90%, у кавказьких популяціях 40%.

### rs7294[Архівовано8 вересня 2019 уWayback Machine.]
Варіант G9041A, або 3730 G> A, пов'язаний із потребою в більшій дозі варфарину.  Серед азійських груп населення частота зустрічаємості складає 9%, європейських - 35%, афроамериканців - 52%.